# Campeonato Mundial de Esgrima de 1936
O Campeonato Mundial de Esgrima de 1936 foi a 14ª edição do torneio organizado pela Federação Internacional de Esgrima (FIE) de forma não oficial. O evento foi realizado em Sanremo, Itália. O campeonato reuniu apenas eventos não olímpicos.

## Resultados
Feminino
| Evento             | Ouro                                                             | Prata                                                                             | Bronze                                                                                |
| Florete por equipe | Alemanha · Hedwig Haß · Henni Jüngst · Olga Oelkers · Leni Oslob | Hungria · Erna Bogáti · Ilona Elek · Margit Elek · Katalin Horváth · Ilona Vargha | Áustria · Elisabeth Grasser · Ellen Preis · Frieda von Gregurich · Friedrieke Wenisch |

## Quadro de medalhas
| Ordem | País     | Medalha de ouro | Medalha de prata | Medalha de bronze |   |
| ----- | -------- | --------------- | ---------------- | ----------------- | - |
| 1     | Alemanha | 1               |                  |                   | 1 |
| 2     | Hungria  |                 | 1                |                   | 1 |
| 3     | Áustria  |                 |                  | 1                 | 1 |
| TOTAL | TOTAL    | 1               | 1                | 1                 | 3 |